# Зеки паша
Зеки паша е османски военачалник, командвал частите на Западната армия в Македония по време на Балканската война (1912 – 1913).
През 1894 година, като командир на 4-ти армейски корпус е награден за участието си в Сасинското клане. По време на клането той заявява „вече няма нито един бунтовник, изчистихме страната, така че, няма да има такива и в бъдеще“.
По време на Балканската война (1912 – 1913) Зеки паша командва Вардарската армия. Изпълнявайки заповедите на главнокомандващия Назим паша, той атакува сърбите при Куманово, но търпи поражение, принос за което има и неудачното разположение на османската артилерия. В последвалото отстъпление недоволен османски войник се опитва да убие Зеки паша, но покушението е неуспешно. При Битоля войските на Зеки дават отново отпор на сърбите, но, въпреки силните отбранителни позиции, не успяват да устоят (виж Битка при Битоля).